# Vincelottes
Pour les articles homonymes, voir Vincelotte.
Vincelottes est une commune française située dans le département de l'Yonne, en région Bourgogne-Franche-Comté.

## Géographie

### Climat
Pour des articles plus généraux, voir Climat de la Bourgogne-Franche-Comté et Climat de l'Yonne.
En 2010, le climat de la commune est de type climat océanique dégradé des plaines du Centre et du Nord, selon une étude du Centre national de la recherche scientifique s'appuyant sur une série de données couvrant la période 1971-2000. En 2020, Météo-France publie une typologie des climats de la France métropolitaine dans laquelle la commune est exposée à un climat océanique altéré et est dans la région climatique  Lorraine, plateau de Langres, Morvan, caractérisée par un hiver rude (1,5 °C), des vents modérés et des brouillards fréquents en automne et hiver. 
Pour la période 1971-2000, la température annuelle moyenne est de 10,8 °C, avec une amplitude thermique annuelle de 16 °C. Le cumul annuel moyen de précipitations est de 762 mm, avec 12 jours de précipitations en janvier et 7,4 jours en juillet. Pour la période 1991-2020, la température moyenne annuelle observée sur la station météorologique de Météo-France la plus proche, « Merry-sur-Yonne », sur la commune de Merry-sur-Yonne à 16 km à vol d'oiseau, est de 11,5 °C et le cumul annuel moyen de précipitations est de 776,9 mm. 
La température maximale relevée sur cette station est de 40,7 °C, atteinte le 7 août 2003 ; la température minimale est de −22 °C, atteinte le 16 janvier 1985,,. 
Les paramètres climatiques de la commune ont été estimés pour le milieu du siècle (2041-2070) selon différents scénarios d'émission de gaz à effet de serre à partir des nouvelles projections climatiques de référence DRIAS-2020. Ils sont consultables sur un site dédié publié par Météo-France en novembre 2022.

## Urbanisme

### Typologie
Au 1er janvier 2024, Vincelottes est catégorisée commune rurale à habitat dispersé, selon la nouvelle grille communale de densité à sept niveaux définie par l'Insee en 2022.
Elle est située hors unité urbaine. Par ailleurs la commune fait partie de l'aire d'attraction d'Auxerre, dont elle est une commune de la couronne,. Cette aire, qui regroupe 104 communes, est catégorisée dans les aires de 50 000 à moins de 200 000 habitants,.

### Occupation des sols
L'occupation des sols de la commune, telle qu'elle ressort de la base de données européenne d’occupation biophysique des sols Corine Land Cover (CLC), est marquée par l'importance des territoires agricoles (98,6 % en 2018), une proportion identique à celle de 1990 (98,6 %). La répartition détaillée en 2018 est la suivante : 
zones agricoles hétérogènes (57,5 %), terres arables (26,6 %), prairies (8,7 %), cultures permanentes (5,9 %), milieux à végétation arbustive et/ou herbacée (1,2 %), forêts (0,2 %). L'évolution de l’occupation des sols de la commune et de ses infrastructures peut être observée sur les différentes représentations cartographiques du territoire : la carte de Cassini (XVIIIe siècle), la carte d'état-major (1820-1866) et les cartes ou photos aériennes de l'IGN pour la période actuelle (1950 à aujourd'hui).

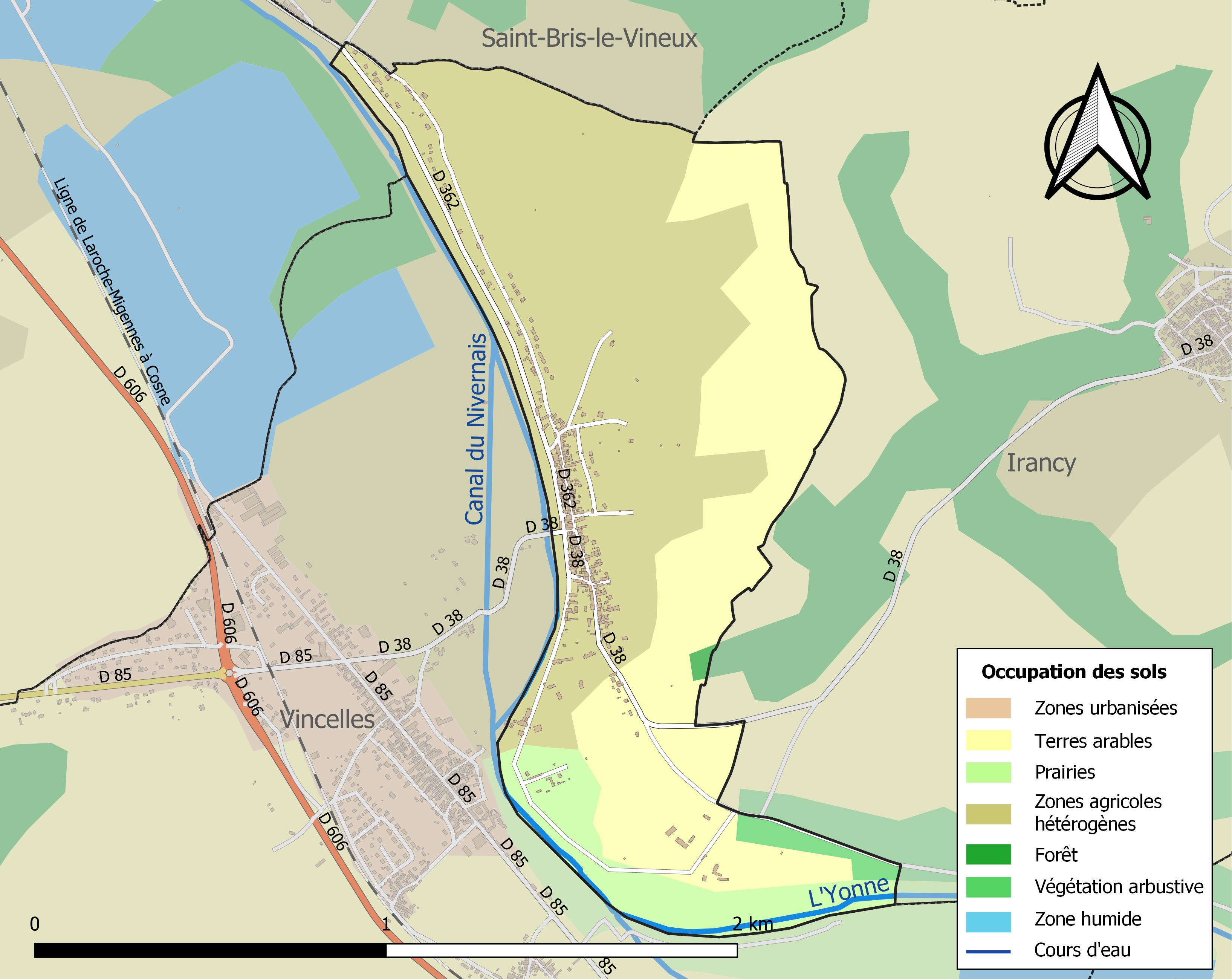
Carte des infrastructures et de l'occupation des sols de la commune en 2018 (CLC).

## Histoire
Le nom du village de « Vincelottes » vient du latin vini cellulae, cellules pour le vin, il fait donc référence à l'ancien cellier construit par les moines cisterciens de l'abbaye de Régny entre la fin du XIe siècle et le début du XIIe siècle.

## Politique et administration
| Période      | Période      | Identité          | Étiquette | Qualité                                                          |
| ------------ | ------------ | ----------------- | --------- | ---------------------------------------------------------------- |
| 1919         | 1925         | Félix Boullé      | SFIO      | Cultivateur                                                      |
| 1925         | 1971         | Théodore Longpré  | DVD       | Conseiller général du canton de Coulanges-la-Vineuse (1949-1961) |
| 1972         | juin 1995    | Jacques Danrée    | DVD       |                                                                  |
| juin 1995    | mars 2001    | Christian Alorent |           |                                                                  |
| mars 2001    | mars 2008    | Olivier Cerf      |           |                                                                  |
| mars 2008    | février 2012 | Christian Alorent |           |                                                                  |
| février 2012 | en cours     | Michel Boubouleix |           |                                                                  |

## Démographie
L'évolution du nombre d'habitants est connue à travers les recensements de la population effectués dans la commune depuis 1793. Pour les communes de moins de 10 000 habitants, une enquête de recensement portant sur toute la population est réalisée tous les cinq ans, les populations de référence des années intermédiaires étant quant à elles estimées par interpolation ou extrapolation. Pour la commune, le premier recensement exhaustif entrant dans le cadre du nouveau dispositif a été réalisé en 2004.

En 2022, la commune comptait 282 habitants, en évolution de +3,68 % par rapport à 2016 (Yonne : −1,95 %, France hors Mayotte : +2,11 %).
| 1793 | 1800 | 1806 | 1821 | 1831 | 1836 | 1841 | 1846 | 1851 |
| ---- | ---- | ---- | ---- | ---- | ---- | ---- | ---- | ---- |
| 455  | 484  | 565  | 497  | 492  | 462  | 466  | 454  | 468  |

| 1856 | 1861 | 1866 | 1872 | 1876 | 1881 | 1886 | 1891 | 1896 |
| ---- | ---- | ---- | ---- | ---- | ---- | ---- | ---- | ---- |
| 442  | 469  | 480  | 476  | 450  | 451  | 471  | 440  | 451  |

| 1901 | 1906 | 1911 | 1921 | 1926 | 1931 | 1936 | 1946 | 1954 |
| ---- | ---- | ---- | ---- | ---- | ---- | ---- | ---- | ---- |
| 351  | 333  | 333  | 265  | 258  | 256  | 244  | 284  | 321  |

| 1962 | 1968 | 1975 | 1982 | 1990 | 1999 | 2004 | 2006 | 2009 |
| ---- | ---- | ---- | ---- | ---- | ---- | ---- | ---- | ---- |
| 292  | 328  | 251  | 288  | 286  | 290  | 310  | 312  | 339  |

| 2014 | 2019 | 2022 | - | - | - | - | - | - |
| ---- | ---- | ---- | - | - | - | - | - | - |
| 281  | 292  | 282  | - | - | - | - | - | - |

## Lieux et monuments
- Église Saint-Martin de Vincelottes.
- Au nord du village le long de la rivière, se situe l'ancien cellier cistercien. Il servit tout d'abord pour stocker les tonneaux de vin provenant des villages vignerons tels qu'Irancy, Saint-Bris-le-Vineux... Ces tonneaux étaient ensuite transportés par radeaux jusqu'à Paris, pour désaltérer les habitants de la capitale. Puis, de 1900 à nos jours, il servit de « dancing » puis de discothèque jusqu'en 2000 ; maintenant, il s'agît d'un pub qui fait aussi de la location de salle.

## Personnalités liées à la commune

Carte du Chablisien et de vignoble de l'Yonne